# Governatorato di al-Anbar
Il governatorato di al-Anbār (in arabo الأنبار‎?) è un governatorato dell'Iraq. Ha una superficie di 137.808 km² (ed è quindi il più esteso del paese); aveva una popolazione di 1.023.736 al censimento del 1997 e 1.280.011 abitanti secondo una stima del 2003, mentre per il 2012 il calcolo è di 1.787.484 abitanti.
Vi si trovano le città di Ramadi, che ne è il capoluogo, e di Falluja.

## Idrografia
Diviso tra il territorio del governatorato di al-Anbar e Kerbela è presente il lago Milh.

## Distretti
Il Governatorato di al-Anbar è suddiviso nei seguenti nove distretti:
| Distretti                          | Capoluogo                          |
| ---------------------------------- | ---------------------------------- |
| Ramadi o Ar-Ramadi                 | Ramadi o Ar-Ramadi                 |
| Hīt                                | Hīt                                |
| Abu Ghraib                         | Abu Ghraib                         |
| Al-Falluja o Fallujah              | Al-Falluja                         |
| `Ana o `Anah                       | `Ana o `Anah                       |
| Hadita                             | Hadîta                             |
| Al-Rutba o Ar-Rutba                | Al-Rutba o Ar-Rutba                |
| Al-Ka'im o Al-Qa'im                | Al-Ka'im o Al-Qa'im                |
| Suddâmaya ath-Tharthâr o Kadhimiya | Suddâmaya ath-Tharthâr o Kadhimiya |